# Kani (quận)
Kani (可児郡 Kani-gun) là một quận nằm trong Gifu, Nhật Bản. Tại thời điểm 2005, quận có dân số khoảng 20.157 người. Tổng diện tích là 56,61 km².

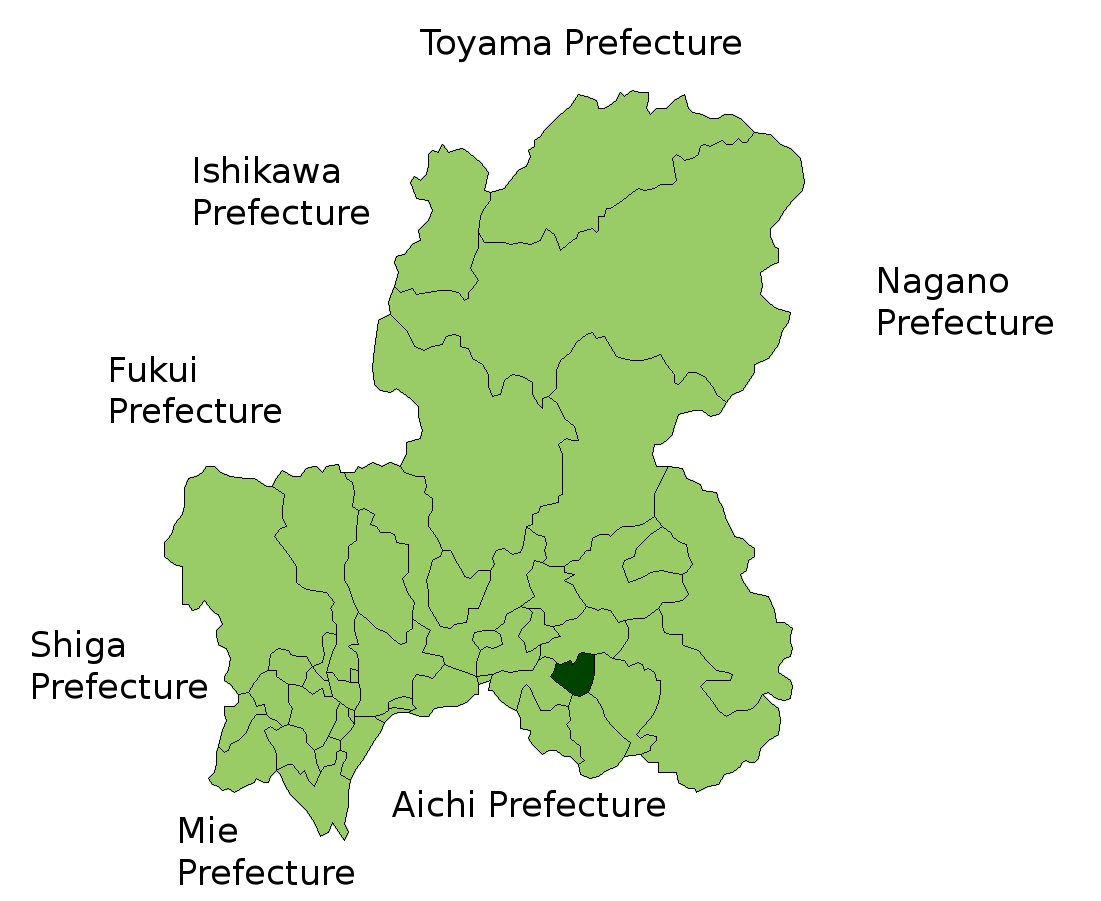
Vị trí của quận Mitake trong tỉnh Gifu

Chỉ có một thị trấn trong quận, Mitake.